# Handley Hill
Der Handley Hill ist ein 1009 m hoher Hügel im ostantarktischen Viktorialand. Er ragt 1 km westlich des Auger Hill in den Keble Hills an der Scott-Küste auf.
Das New Zealand Geographic Board benannte ihn im Jahr 1994 nach W. R. C. Handley, Vorgesetzter des neuseeländischen Mikrobiologen Laurence G. Greenfield von der University of Canterbury für Feldforschungsarbeiten in Antarktika.